# Безнадійний випадок
«Безнадійний випадок» (англ. Desperate Moves) — комедія 1981 року.

## Сюжет
Наївний молодий чоловік приїжджає з маленького містечка в Орегоні в Сан-Франциско. Тут він відчуває справжній культурний шок, адже шалений ритм мегаполісу зовсім не схожий на те розмірене життя, до якого він звик.

## У ролях
| Актор           | Роль               |
| --------------- | ------------------ |
| Стів Трейсі     | Енді Стейнглер     |
| Едді Дізен      | Ред                |
| Ізабель Санфорд | Дотті Батц         |
| Пол Бенедикт    | Космо              |
| Крістофер Лі    | доктор Карл Боксер |
| Дана Гендлер    | Олівія             |
| Лінда Хой       | місіс Евінсон      |
| Ден Лігант      | Ерні Стейнглер     |
| Дональд Маклін  | Біфі               |
| Майкл Фенісі    | Ерл                |